# Houston Barks
Houston Barks (* 31. Dezember 1928 in Sallisaw, Oklahoma; † 8. November 2016 in Tahlequah, Oklahoma) war ein US-amerikanischer Country-Musiker.

## Leben

### Kindheit und Jugend
Houston Barks stammte aus Oklahoma. Mit acht Jahren begann er, Gitarre zu spielen und zog zehn Jahre später, wie viele andere aus Oklahoma, im Alter von 18 Jahren nach Kalifornien. Dort ließ er sich in Visalia, Kalifornien, nieder, wo er einen Job auf den Baumwollfeldern bekam.

### Karriere
Die harte Arbeit auf den Feldern sagte Barks jedoch nicht zu und bereits nach ein paar Tagen gab er den Job auf, in der Hoffnung, eine Karriere als Musiker beginnen zu können. Er fand zunächst kleinere Engagements in Fresno, Bakersfield, Tulare, Dinuba, Visalia und Umgebung, womit er die nächsten zehn Jahre seinen Lebensunterhalt bestritt.
Da seine Karriere stagnierte, zog er 1956 nach Santa Paula. Nach einem Auftritt in Buck & Sunny’s, einem Club der Sunny und Buck Smith gehörte, wurde er von dem beeindruckten Ehepaar für die Hausband ihres Etablissements engagiert. Schnell baute Barks sich hier einen gewissen Bekanntheitsgrad auf und seine Zuschauerzahlen wuchsen stetig.
Das Ehepaar Smith besaß auch ein eigenes, kleines Label, Buck and Sunny Records, das sie für lokale Talente nutzten. Barks hatte zuvor einige Songs geschrieben, von denen er She’s Gone und A Stranger (Tore My Castle Down) 1958 aufnahm. Veröffentlicht Ende des Jahres auf dem Buck-&-Sunny-Label, wurde die Platte im November 1958 von Billboard bewertet. Das Magazin schrieb beiden Titeln Hitpotential zu („With exposure this can easily take off.“) und fügte hinzu, dass beide Songs im Stil von Johnny Cashs „Boom Chica Boom“-Sounds seien („Barks is a fine new country artist with an approach that is similar to Johnny Cash’s.“).
Die Platte wurde auch über Quality Records in Kanada veröffentlicht, erreichte aber nicht die Charts. Der Titel She’s Gone wurde aufgrund der Ähnlichkeit zu Cashs Stil auf der Kompilation The House of Cashalikes, Volume 2 von Cactus Records verwandt. Barks selbst 1959 fort, im Buck & Sunny’s aufzutreten.

## Diskografie
| Jahr | Titel                                         | Label #          |
| ---- | --------------------------------------------- | ---------------- |
| 1958 | She’s Gone / A Stranger (Tore My Castle Down) | Buck & Sunny 101 |
|      | She’s Gone / A Stranger (Tore My Castle Down) | Quality K1817    |